# Заболевания, передающиеся половым путём
Заболева́ния, передаю́щиеся половы́м путём (ЗППП), или инфе́кции, передава́емые половы́м путём (ИППП) — инфекционные заболевания, наиболее частым путём заражения которыми является половой контакт.
Инфекции, преимущественно передающиеся половым путём, в российской медицине принято выделять в группу венерических заболеваний (сифилис, гонорея, донованоз, трихомониаз, ВПЧ, генитальный герпес, мягкий шанкр). Другие ИППП часто передаются и иными путями: парентеральным (ВИЧ, гепатит B, гепатит C), прямым контактным (чесотка), вертикальным (хламидиоз).

## Классификация
К инфекционным заболеваниям, передающимся половым путём относятся:
- бактериальные инфекции: паховая гранулёма (донованоз), мягкий шанкр, сифилис, венерическая лимфогранулёма, хламидиоз, гонорея, микоплазмоз, уреаплазмоз, гарднереллез
- вирусные инфекции: ВИЧ, генитальный герпес, остроконечные кондиломы, вызываемые папилломавирусом человека, гепатит B, цитомегаловирус (герпесвирус человека тип 5), контагиозный моллюск, Саркома Капоши (герпес тип 8);
- протозойные инфекции: трихомониаз;
- грибковая инфекция: кандидоз (молочница);
- паразитарные заболевания: фтириаз, чесотка;

Такие заболевания, как кандидозный кольпит, неспецифический уретрит и бактериальный вагиноз, вызываемые условно-патогенной и сапрофитной микрофлорой, не относятся к заболеваниям, передающимся половым путём, но нередко рассматриваются в совокупности с ними (и неспециалистами ошибочно причисляются к ним).

### Бактериальные инфекции

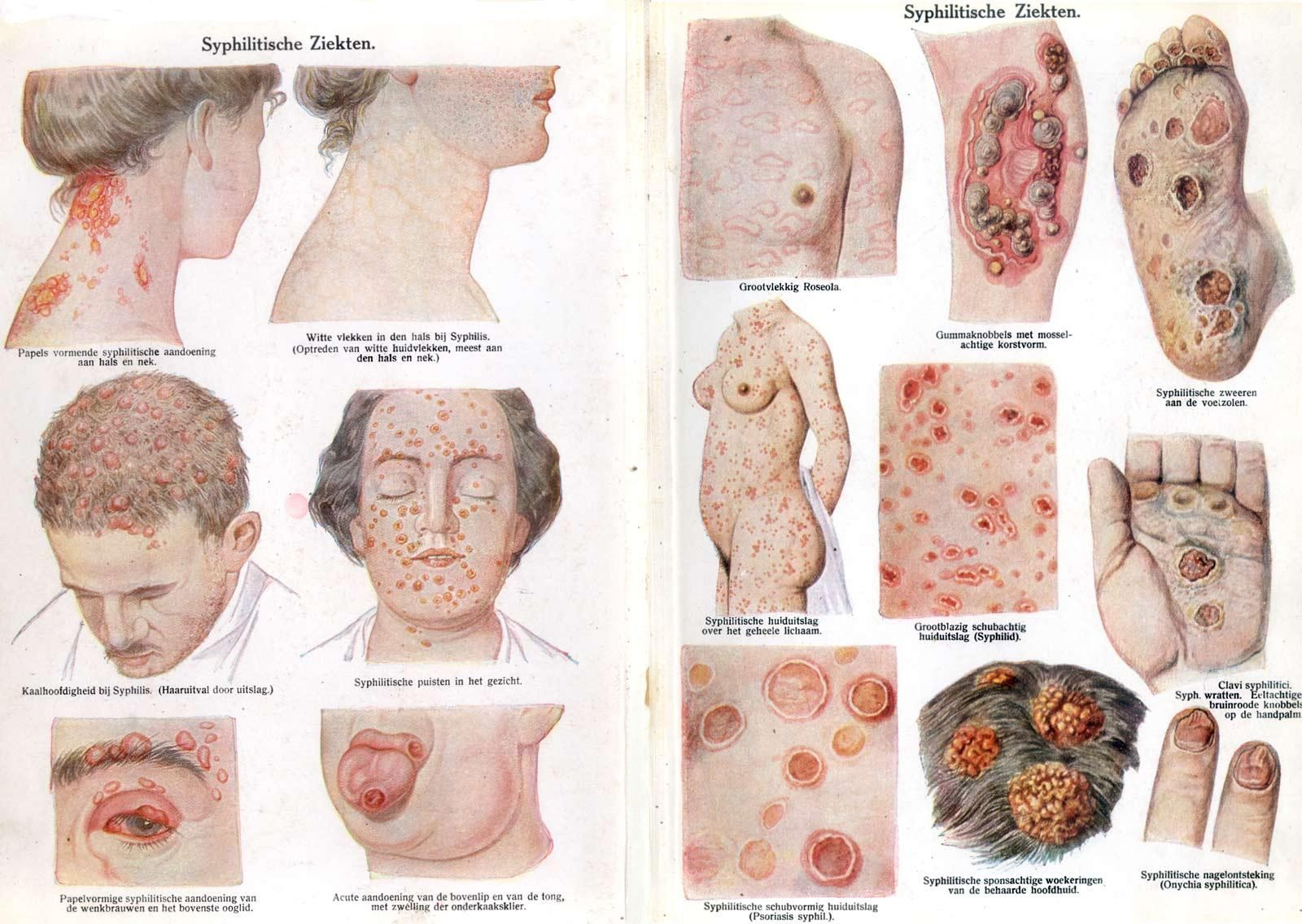
Симптомы сифилиса

- Паховая гранулёма (лат. granuloma inguinale) — инфекционное заболевание, вызываемое бактериями вида Calymmatobacterium granulomatis.
- Мягкий шанкр (лат. Ulcus Molle) — инфекционное заболевание, передающееся половым путём. Возбудителем болезни является бактерия Haemophilus ducreyi. Заболевание распространено главным образом в Африке, Центральной и Южной Америке. В России встречается крайне редко.
- Си́филис (устар.: люэс) — хроническое системное венерическое инфекционное заболевание с поражением кожи, слизистых оболочек, внутренних органов, костей, нервной системы с последовательной сменой стадий болезни, вызываемое бактериями вида Treponema pallidum (бледная трепонема) подвида pallidum, относящимся к роду трепонем (Treponema) (От др.-греч. τρέπω — поворачиваю, νῆμα — нить) семейства Spirochaetaceae (От др.-греч. σπεῖρα — завиток, χαίτη — длинные волосы)[2].
- Венери́ческая лимфогранулёма (болезнь Дюра́на-Николя́-Фа́вра) — хроническое заболевание, передающееся половым путём. Возбудителем являются инвазивные серовары L1, L2 и L3 Chlamydia trachomatis. Характеризуется специфическим поражением паховых, бедренных, подвздошных и глубоких тазовых лимфатических узлов.
- Хламидиоз — инфекционное заболевание, передающееся половым путём, вызываемое хламидиями (Chlamydia trachomatis). Является одним из самых распространённых инфекционных заболеваний, передающихся половым путём. По статистике ежегодно хламидиозом в мире заболевает 100 млн человек, а число инфицированных хламидиями людей на всём земном шаре, по самым скромным подсчётам, достигает одного миллиарда. По данным ВОЗ и многочисленных отечественных и зарубежных исследователей, урогенитальный хламидиоз является одним из самых распространённых заболеваний, передаваемых половым путём, поэтому серьёзную проблему для современной венерологии представляет поиск максимально эффективных средств лечения так называемых негонококковых воспалительных заболеваний органов мочеполовой системы.
- Гоноре́я (от др.-греч. γόνος «семенная жидкость» и ῥέω «теку») — инфекционное заболевание, вызываемое грамотрицательным диплококком — гонококком лат. Neisseria gonorrhoeae, Передаваемая половым путём и характеризующаяся поражением слизистых оболочек мочеполовых органов. Относится к венерическим заболеваниям. При гонорее поражаются слизистые оболочки чаще всего половых путей, но могут поражаться слизистая прямой кишки, конъюнктива (в таком случае болезнь называется бленнорея).
- Микоплазмоз — хроническая инфекция, чаще всего поражающая мочеполовую систему, которую вызывают микоплазмы. Микоплазма — условно-патогенный микроорганизм и может присутствовать в нормальной микрофлоре влагалища и уретры, не вызывая дискомфорт.
- Уреаплазмоз — заболевание, вызываемое специфическим микроорганизмом Ureaplasma urealyticum (уреаплазма уреалитикум), относящимся к Грам-негативным микробам, лишённым клеточной стенки. В организм человека инфекция может попасть при рождении от больной матери: микробы могут попадать в половые пути ребёнка во время родов и сохраняться там всю жизнь, находясь в неактивном состоянии. Так, при обследовании детей колонизация влагалища уреаплазмами выявляется у 5 %.

### Вирусные инфекции
- ВИЧ — вирус иммунодефицита человека, вызывающий заболевание — ВИЧ-инфекцию, последняя стадия которой известна как синдром приобретённого иммунодефицита (СПИД) — в отличие от врождённого иммунодефицита.
- Вирус простого герпеса второго типа (англ. Herpes simplex virus 2, HSV-2, Human herpesvirus 2) — вид семейства вирусов герпеса Herpesviridae, вызывающие у человека инфекции гениталий (генитальный герпес)[3]. Этот вирус является нейротрофным и нейроинвазивным, то есть после заражения мигрирует в нервную систему. Вирус особенно опасен для людей с ослабленной иммунной системой, например для ВИЧ-инфицированных, а также для тех, кто недавно перенёс операцию по трансплантации органов, так как медикаменты, используемые при трансплантации, подавляют иммунную систему[4].
- Остроконечные кондиломы — разновидность кондилом представляют собой маленькие выросты телесного цвета, которые могут появляться на половых органах, вокруг заднего прохода, иногда во рту. Как правило, они обусловлены вирусной инфекцией, вызываемой возбудителем — вирусом папилломы человека (ВПЧ).
- Папилломавирус человека (HPV — Human Papillomavirus) — вирус из рода папилломавирусов, семейства паповавирусов. Передаётся только от человека к человеку и приводит к изменению характера роста тканей. Известно более 100 видов ВПЧ. Из них более 40 — могут вызвать поражение аногенитального тракта (половые органы и анальное отверстие) мужчин и женщин и появление остроконечных кондилом. Некоторые из них безвредны, другие вызывают бородавки, некоторые вызывают рак.
- Гепати́т В — вирусное заболевание, возбудителем которого является вирус гепатита B (в специальной литературе его могут обозначать «вирус ГВ», ВГВ или HBV) из семейства гепаднавирусов. Вирус отличается чрезвычайно высокой устойчивостью к различным физическим и химическим факторам: низким и высоким температурам (в том числе кипячению), многократному замораживанию и оттаиванию, длительному воздействию кислой среды. Во внешней среде при комнатной температуре вирус гепатита B может сохраняться до нескольких недель: даже в засохшем и незаметном пятне крови, на лезвии бритвы, конце иглы. В сыворотке крови при температуре +30°С инфекционность вируса сохраняется в течение 6 месяцев, при −20°С около 15 лет. Инактивируется при автоклавировании в течение 30 минут, стерилизации сухим жаром при температуре 160°С в течение 60 минут, прогревании при 60°С в течение 10 часов.
- Цитомегаловирус (англ. Cytomegalovirus, CMV) — род вирусов семейства герпесвирусов (Herpesviridae). Научное название образовано от др.-греч. κύτος — клетка + μέγας — большой + лат. virus — яд. Представитель рода Human herpesvirus 5 (HCMV-5, или герпесвирус человека тип 5) способен инфицировать людей вызывая у них Цитомегалию.
- Контагиозный моллюск (новолат. molluscum contagiosum) представляет кожное заболевание, вызываемое одним из вирусов группы оспы. Обычно поражается кожа, иногда — слизистые оболочки. Наиболее часто инфекция возникает у детей в возрасте от одного до десяти лет. Инфекция передаётся при непосредственном контакте с больным или через загрязнённые предметы обихода. В типичном случае вирусная инфекция у взрослых приводит к образованию на наружных половых органах, бёдрах, ягодицах или нижней части живота узелков, приподнятых над поверхностью кожи. Они имеют полушаровидную форму. По цвету совпадают с нормальной окраской кожи или слегка розовее её. В середине полусферы имеется вдавление, чем — то напоминающее человеческий пупок. Величина этих безболезненных поражений, появляющихся обычно спустя 3-6 недель после заражения, варьирует от 1 мм до 1 см в диаметре; они имеют розовато-оранжевую окраску с перламутровой верхушкой. При надавливании на узелок из него, как из угря, выделяется творожистая пробка. Чаще всего контагиозный моллюск не доставляет серьёзных неприятностей и исчезает сам по себе примерно в течение 6 мес; поэтому лечение требуется не во всех случаях.

### Протозойные инфекции
Трихомониа́з занимает первое место по распространённости среди заболеваний мочеполового тракта. Кроме того, трихомониаз держит первенство и среди заболеваний, передаваемых половым путём. По данным Всемирной организации здравоохранения (1999 г.), 10 % населения земного шара болеют трихомониазом. Трихомониаз ежегодно регистрируют у около 170 млн человек. Возбудитель — влагалищная трихомонада (Trichomonas vaginalis).
Трихомониаз опасен в первую очередь тяжёлыми последствиями в виде осложнений, которые могут быть причиной бесплодия, патологии беременности и тому подобного. Основное место обитания трихомониаза в мужском организме — уретра, предстательная железа и семенные пузырьки, в женском — влагалище. Однако при первом попадании в организм трихомонады всегда вызывают уретрит. Заражение происходит половым путём при контакте с больным или носителем инфекции. Инкубационный период составляет 1—4 нед.

### Грибковые инфекции
Кандидоз (молочница) — одна из разновидностей грибковой инфекции, вызывается микроскопическими дрожжеподобными грибами рода Candida (Candida albicans). Всех представителей данного рода относят к условно-патогенным.
Микроорганизмы рода Кандида входят в состав нормальной микрофлоры рта, влагалища и толстой кишки большинства здоровых людей. Заболевание обусловлено не просто наличием грибов рода Candida, а их размножением в большом количестве, и/или попаданием более патогенных штаммов гриба. Чаще всего кандидоз возникает при снижении общего и местного иммунитета.

### Паразитарные заболевания
- Фтириаз (лобковый педикулёз; лат. Pediculosis pubis, Phthiriasis) — энтомоз, паразитарное венерическое заболевание кожи вызываемое лобковой вошью.
- Чесо́тка (лат. scabies) — заразное кожное заболевание, акариаз из группы акародерматитов, вызываемое микроскопическим паразитом — чесоточным клещом или чесоточным зуднем (лат. Sarcoptes scabiei var. hominis). Название возбудителя происходит от др.-греч. σάρξ (мясо, мякоть), κόπτειν (грызть, терзать, резать) и лат. scabere (расчесывать). Характерными признаками заболевания являются зуд и папуловезикулезная сыпь, часто с присоединением вторичных гнойничковых элементов вследствие инфицирования при расчесывании. Само слово «чесотка» является однокоренным с глаголом «чесаться»[6].

| Возбудитель                                  | Клинические проявления и осложнения |
|                                              | Бактериальные инфекции |
| Neisseria gonorrhoeae                        | ГОНОРЕЯ - Мужчины: выделения из мочеиспускательного канала (уретрит),эпидидимит,орхит, бесплодие - Женщины: цервицит, эндометрит, сальпингит, воспалительные заболевания таза, бесплодие, преждевременное излитие околоплодных вод, - Оба пола: проктит, фарингит, диссеминированная гонококковая инфекция - Новорождённые: конъюнктивит, рубцевание роговицы, слепота                          |
| Chlamydia trachomatis                        | ХЛАМИДИЙНАЯ ИНФЕКЦИЯ - Мужчины: выделения из мочеиспускательного канала (уретрит), эпидидимит, орхит, бесплодие - Женщины: цервицит, эндометрит, сальпингит, воспалительные заболевания таза, бесплодие, преждевременное излитие околоплодных вод, перигепатит; нередко инфекция протекает бессимптомно - Оба пола: проктит, фарингит, синдром Рейтера - Новорождённые: конъюнктивит, пневмония |
| Chlamydia trachomatis (штаммы L1-L3)         | ВЕНЕРИЧЕСКАЯ ЛИМФОГРАНУЛЕМА - Оба пола: язвы, паховый лимфаденит (бубоны), проктит |
| Treponema pallidum                           | СИФИЛИС - Оба пола: первичная язва (твёрдый шанкр) с увеличением регионарных лимфоузлов, сыпь, широкие кондиломы, поражение костей, сердечно-сосудистой и нервной систем - Женщины: осложнения беременности (аборт, мертворождение), преждевременные роды - Новорождённые: перинатальная смерть, врождённый сифилис - Нелеченые: прогрессивный паралич                                          |
| Haemophilus ducreyi                          | МЯГКИЙ ШАНКР - Оба пола: болезненные язвы половых органов; иногда в сочетании с бубонами |
| Klebsiella (Calymmatobacterium) granulomatis | ДОНОВАНОЗ (ПАХОВАЯ ГРАНУЛЕМА) - Оба пола: увеличение лимфоузлов и язвы в паховой и перианальной области |
| Mycoplasma genitalium                        | МИКОПЛАЗМОЗ - Мужчины: выделения из мочеиспускательного канала (негонококковый уретрит) - Женщины: бактериальный вагиноз; возможно, воспалительные заболевания таза |
| Ureaplasma urealyticum                       | УРЕАПЛАЗМОЗ - Мужчины: выделения из мочеиспускательного канала (негонококковый уретрит) - Женщины: бактериальный вагиноз; возможно, воспалительные заболевания таза |
|                                              | Вирусные инфекции |
| Вирус папилломы человека                     | рак полового члена, рак шейки матки,остроконечные кондиломы - Мужчины: остроконечные кондиломы полового члена и анальной области; рак полового члена - Женщины: остроконечные кондиломы вульвы, шейки матки, анальной области; рак шейки матки, рак заднепроходного канала - Новорождённые: папилломатоз гортани                                                                                |
| ГЕРПЕС ПОЛОВЫХ ОРГАНОВ                       | - Оба пола: везикулы и язвы на половых органах в перианальной области - Новорождённые: неонатальный герпес (часто смертелен). |
| Вирус иммунодефицита человека                | СИНДРОМ ПРИОБРЕТЕННОГО ИММУНОДЕФИЦИТА (СПИД) - Оба пола: ВИЧ-опосредованные заболевания, СПИД |
| Вирус гепатита B                             | ГЕПАТИТ - Оба пола: острый гепатит, цирроз печени, рак печени |
| Цитомегаловирус                              | ЦИТОМЕГАЛОВИРУСНАЯ ИНФЕКЦИЯ - Оба пола: бессимптомное течение, неспецифическая лихорадка, диффузная лимфаденопатия, поражение печени и др. |
|                                              | Грибковые инфекции |
| Candida albicans                             | КАНДИДОЗ - Мужчины: поверхностная инфекция головки полового члена - Женщины: вульвовагинит с густыми творожистыми выделениями из влагалища, зуд и жжение вульвы |
|                                              | Паразитарные заболевания |
| Sarcoptes scabiei                            | ЧЕСОТКА - Оба пола: Резкий зуд в ночное время, микробная экзема |

## Профилактика ИППП
Основной особенностью ИППП является относительно высокая восприимчивость возбудителей к условиям окружающей среды, следствием чего является необходимость прямого контакта для инфицирования возбудителем.

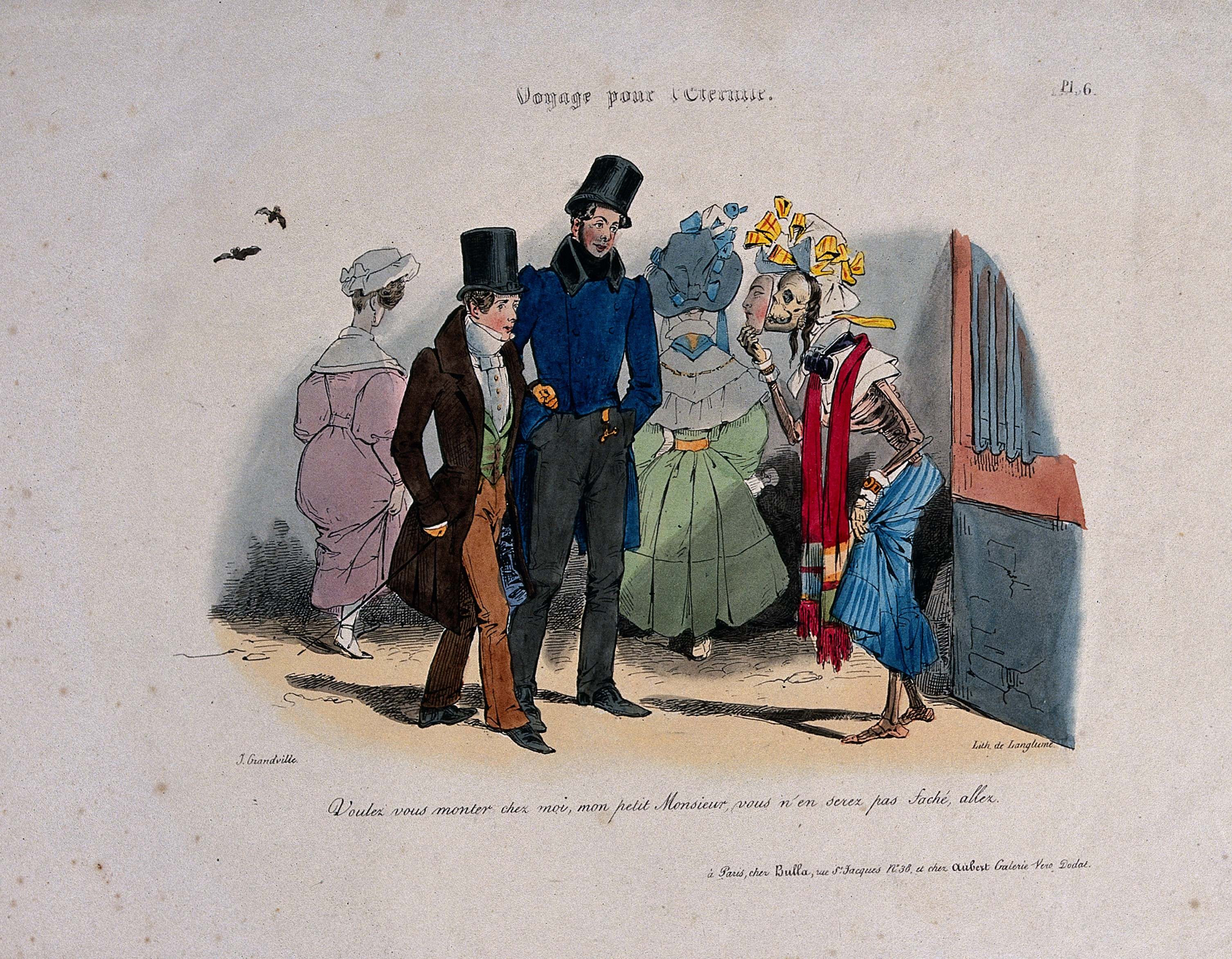
Рисунок, предупреждающий об опасности половых связей с проститутками

Всемирной организацией здравоохранения в «Глобальной стратегии профилактики инфекций, передаваемых половым путём, и борьбы с ними на 2006—2011 годы» выделяется понятие «безопасного полового поведения», включающего в себя:
- Правильное и систематическое использование мужских и женских презервативов
- Правильное применение местных бактерицидных средств
- Периодическое обследование с помощью синдромной или лабораторной диагностики
- В случае диагностирования инфекции (или подозрения на её наличие) специализированное лечение
- Половое воздержание
- Уведомление половых партнёров
- Вакцинопрофилактика против онкогенных вирусов гепатита B и папилломавируса человека

Группа венерических ИППП передаётся при незащищённом половом контакте (включая орально-генитальные формы). Поцелуи, орально-половой контакт и совместное использование сексуальных игрушек, таких как вибраторы, также могут привести к заражению ИППП.
Для ИППП в широком понимании этой группы возможны другие пути передачи. В частности, заразиться вирусом папилломы человека возможно при тесном бытовом контакте, влагалищная трихомонада может длительное время сохранять свои инфекционные свойства во влажной среде (мокрые полотенца, гладкие поверхности). Возбудитель чесотки или лобковая вошь может передаваться контактно-бытовым путём через предметы обихода. Вертикальный путь передачи инфекции подразумевает инфицирование ребёнка матерью или отцом. Для ВИЧ-инфекции и гепатитов B и C характерны также парентеральные пути передачи.

## Диагностика
Для диагностики используется осмотр пациента, выявление клинических симптомов (боль при мочеиспускании, выделения из половых органов (Вагинальные выделения) ) и анализ мазков и образцов крови. Физические симптомы (боль, выделения) для некоторых заболеваний (остроконечные кондиломы) могут отсутствовать вовсе. Все инструментальные методы исследования обладают погрешностью, поэтому диагноз ставится обычно на основании нескольких видов исследований.
Для изучения лабораторных анализов образцов используются следующие методы:
- микроскопия мазка (прямая и люминесцентная),
- культуральный метод (нанесение образца на питательную поверхность, затем анализ лекарственной устойчивости),
- выявление антигенов к возбудителю (методами ИФА — иммунно-ферментного анализа и ПИФ — прямой иммунофлюоресценцией),
- выявление ДНК возбудителя (методом ПЦР — полимеразной цепной реакции),
- выявление антител в крови (иммунного ответа организма на возбудителя).

В ноябре 2023 FDA одобрило первый тест для диагностики хламидиоза и гонореи. Пациент может купить безрецептурный набор, зарегистрироваться онлайн и послать мазок или мочу в лабораторию по почте.
В августе 2024 FDA одобрило первый безрецептурный тест для предварительной диагностики сифилиса на дому (определяет антитела в крови за 15 мин.).
В марте 2025 FDA одобрило первый тест для диагностики хламидиоза, гонореи и трихомониаза у женщин на дому. Набор включает электронное устройство для защищённого подключения к серверу и сообщения результата. Выдаёт правильный результат в 97-99% за 30 мин.

## Осложнения
Не излеченные и длительно присутствовавшие в организме ИППП способны вызывать осложнения: мужское и женское бесплодие, простатит, воспалительные заболевания матки и придатков, эпидидимит, новообразования половых органов.

## Лечение и профилактика
Для лечения ИППП используются антибиотики, противовирусные или противопаразитарные средства, в зависимости от возбудителя инфекции.
Остроконечные кондиломы удаляются радиоволновым или другими методами. В лечении генитального герпеса используют местную терапию.
Сексуально активным лицам, не имеющим единственного и здорового партнёра, необходимо помнить о правилах защищённого секса (презерватив) — хотя он и не обеспечивает 100 % надёжности для профилактики заражения.
Всем сексуально-активным лицам рекомендуется ежегодное профилактическое обследование на сифилис, ВИЧ, гепатит B, даже при отсутствии симптомов.

## Ответственность
В России умышленное заражение другого лица венерической болезнью является преступлением, за это деяние установлена уголовная ответственность.
Способ заражения венерической болезнью не имеет значения для квалификации преступления. Под заражением венерической болезнью следует понимать передачу этой болезни лицом, знавшим о наличии у него такой болезни, путём совершения любых действий, которые, по общему правилу, ведут к заражению: совершение полового акта, поцелуи, питание из одной посуды, несоблюдение иных гигиенических правил лицом, страдающим венерическим заболеванием. Обязательным признаком объективной стороны этого преступления являются преступные последствия в виде заражения потерпевшего венерической болезнью (сифилис, гонорея, паховой лимфогранулематоз, мягкий шанкр, хламидиоз и др.). Для квалификации данного преступления необходимо установить и причинную связь между действиями и бездействием виновного и заражением потерпевшего венерической болезнью.
Субъективная сторона данного преступления предполагает наличие прямого или косвенного умысла, а также неосторожность в виде легкомыслия. В этих случаях исключается преступная небрежность, так как виновный знает о своей болезни. Пленум Верховного Суда СССР в Постановлении «О судебной практике по делам о заражении венерической болезнью» от 8 октября 1973 разъяснил, что при рассмотрении дел данной категории суду необходимо устанавливать наличие доказательств, подтверждающих, что подсудимый знал о своей болезни.
Прямой умысел имеет место в тех случаях, когда виновный знал, что он болен венерической болезнью, предвидел возможность или неизбежность заражения кого-либо этой болезнью и желал наступления этих последствий (наступления болезни) или сознательно их допускал (например, удовлетворяя половую похоть, виновный безразлично относился к возможному заражению потерпевшего венерической болезнью). Данное преступление совершается с преступным легкомыслием, если виновный, сознавая наличие у него венерического заболевания, предвидел возможность заражения другого, однако без достаточных к тому оснований самонадеянно рассчитывал на предотвращение этого последствия (например, с помощью предохранительных средств при половом сношении и т. д.). Мотивом этого преступления может быть половая распущенность, половое влечение. Этим мотивам иногда сопутствует месть, ненависть, неприязнь, ревность и т. д.
Для того, чтобы юридически доказать факт умышленного заражения венерической болезнью, лицо, совершившее данное деяние, должно быть осведомлено о наличии у него венерического заболевания. Ранее этот вопрос решался подписанием больным специального «Предупреждения лицу, заболевшему венерической болезнью», введёному в практику приложением 2 приказа МЗ РФ от 27 марта 1998 № 91 «О НЕОТЛОЖНЫХ МЕРАХ ПО ПРЕДУПРЕЖДЕНИЮ РАСПРОСТРАНЕНИЯ ЗАБОЛЕВАНИЙ, ПЕРЕДАВАЕМЫХ ПОЛОВЫМ Путём». Однако, приказом МЗ РФ от 31 мая 1999 № 205 «ОБ ОТМЕНЕ ПРИКАЗА МИНЗДРАВА РОССИИ ОТ 27.03.98 № 91» данное приложение отменено, поэтому ныне подписание «Предупреждения лицу, заболевшему венерической болезнью» юридически необоснованно, так как требований о его заполнении в других нормативных документах МЗ РФ, правительственных документах (включая УК) в настоящее время не предусмотрено.
Согласно статье 121 Уголовного Кодекса РФ, заражение другого лица венерической болезнью лицом, знавшим о наличии у него этой болезни, наказывается штрафом в размере от двухсот до пятисот минимальных размеров оплаты труда или в размере заработной платы или иного дохода осуждённого за период от двух до пяти месяцев, либо исправительными работами на срок от одного года до двух лет, либо арестом на срок от трёх до шести месяцев. То же деяние, совершенное в отношении двух или более лиц либо в отношении заведомо несовершеннолетнего, наказывается штрафом в размере от пятисот до семисот минимальных размеров оплаты труда или в размере заработной платы или иного дохода осуждённого за период от пяти до семи месяцев либо лишением свободы на срок до двух лет.
Ввиду особой, среди всех ЗППП, опасности ВИЧ-инфекции, заражение ею квалифицируется как самостоятельный состав преступления и карается строже. Статья 122 УК РФ гласит:

1. Заведомое поставление другого лица в опасность заражения ВИЧ-инфекцией — наказывается ограничением свободы на срок до трёх лет, либо арестом на срок от трёх до шести месяцев, либо лишением свободы на срок до одного года.
2. Заражение другого лица ВИЧ-инфекцией лицом, знавшим о наличии у него этой болезни, — наказывается лишением свободы на срок до пяти лет.
3. Деяние, предусмотренное частью второй настоящей статьи, совершенное в отношении двух или более лиц либо в отношении заведомо несовершеннолетнего, — наказывается лишением свободы на срок до восьми лет.
4. Заражение другого лица ВИЧ-инфекцией вследствие ненадлежащего исполнения лицом своих профессиональных обязанностей — наказывается лишением свободы на срок до пяти лет с лишением права занимать определённые должности или заниматься определённой деятельностью на срок до трёх лет.

Кроме того, заражение болезнью, передающейся половым путём, квалифицируется как отягчающее обстоятельство при некоторых преступлениях сексуального характера.